# Джоди Фостър
Джоди Фостър (истинско име Алиша Крисчън Фостър – на английски: Alicia Christian „Jodie“ Foster) е американска актриса, продуцент и режисьор. Носителка на две награди „Оскар“ за най-добра женска роля: „Обвинената“ (1988) и „Мълчанието на агнетата“ (1991).
От 2014 г. е женена за фотографката Александра Хедисън. Имат двама синове – Чарлс (1998) и Кит (2001).
В нейна чест е назован астероид.

## Биография
От тригодишна възраст започва да се снима в рекламни клипове – първата ѝ реклама е на плажно масло. През 70-те години се снима в няколко филма на киностудията „Уолт Дисни“.
През 1974 г. участва във филма на Мартин Скорсезе „Алис не живее вече тук“. За следващата си роля на непълнолетна проститутка във филма на Скорсезе „Шофьор на такси“ (на 14 години) е номинирана за първи път за наградата „Оскар“ на Американската филмова академия. След този филм, главният герой на който (в ролята Робърт де Ниро) извършва покушение срещу президента на САЩ, Джоди дълго време е преследвана от вманиачен почитател на име Джон Хинкли.
През 1981 г. Хинкли се опитва да убие президента Роналд Рейгън. Пред следствието той заявява, че се е опитал да впечатли Джоди. В началото на 1985 г. завършва Йейлския университет със специалност литература.
Първата ѝ награда „Оскар“ е за най-добра женска роля във филма „Обвинената“ (The Accused) през 1988 г. Получава награда „Оскар“ отново за ролята на агентка на ФБР във филма „Мълчанието на агнетата“ на режисьора Джонатан Деми през 1991 г.
През 1992 г. компанията „Polygram Filmed Entertainment“ финансира три филма на продуцентската компания на Фостър „Egg Pictures“. Фостър продуцира и участва в първия от тях – „Нел“ (1994). Ролята ѝ на жена, която живее в гората и говори свой измислен език, ѝ носи 4-та номинация за „Оскар“. През същата година тя интерпретира и една от най-запомнящите си роли – в уестърн-комедията „Маверик“, където си партнира с Мел Гибсън.
През последните няколко години Фостър режисира втория си филм – комедията „Home for the Holidays“ (1995), след което прибавя към номинациите си и една за „Златен глобус“ за ролята си на астроном, търсещ извънземен живот в „Контакт“ (1997).
През 1999 г. участва във филма на режисьора Анди Тенънт – „Анна и кралят“. Трилърът „Летателен план“ излиза през 2005 г. В него Джоди играе ролята на авиоинженер в самолетостроителната компания „Боинг“ в Германия, където първо загубва съпруга си при мистични обстоятелства, а след това е напът да изгуби и дъщеря си. През 2006 г. участва в „Човек отвътре“.

## Избрана филмография

### Като режисьор
- „Little Man Tate“ (1991)
- „Home for the Holidays“ (1995)
- „Бобърът“ (2011)
- „Пулсът на парите“ (2016)

### Като актьор
| година    | филм                                    | оригинално заглавие                     | роля                  | бележки |
| --------- | --------------------------------------- | --------------------------------------- | --------------------- | --- |
| 1969      |                                         | The Doris Day Show                      | Джени Бенсън          | телевизионен сериал, 1 епизод |
| 1969      |                                         | Julia                                   | Синди Бланчард        | телевизионен сериал, 1 епизод |
| 1968-1970 |                                         | Mayberry, R.F.D.                        |                       | телевизионен сериал, 2 епизод |
| 1970      |                                         | Menace on the Mountain                  | Сю                    | телевизионен филм |
| 1970      |                                         | Daniel Boone                            | Рейчъл                | телевизионен сериал, 1 епизод |
| 1970      |                                         | Adam 12                                 | Mary                  | телевизионен сериал, 1 епизод |
| 1970      |                                         | Nanny and the Professor                 | Анджела               | телевизионен сериал, 1 епизод |
| 1969-1971 |                                         | The Courtship of Eddie's Father         | Джоуи Кели            | телевизионен сериал, 5 епизода |
| 1969-1972 |                                         | Gunsmoke                                |                       | телевизионен сериал, 3 епизода |
| 1971-1972 |                                         | My Three Sons                           | Присила Хобсън        | телевизионен сериал, 6 епизода |
| 1972      |                                         | Bonanza                                 |                       | телевизионен сериал, 1 епизод |
| 1972      |                                         | Ironside                                | Пип Баркър            | телевизионен сериал, 1 епизод |
| 1972      | Сестра ми Ханк                          | My Sister Hank                          | Хенриета „Ханк“ Бенет | телевизионен филм |
| 1972      | Наполеон и Саманта                      | Napoleon and Samantha                   | Саманта               | |
| 1972      |                                         | Kansas City Bomber                      | Рита                  | |
| 1972      |                                         | The Amazing Chan and the Chan Clan      | Ани Чан (глас)        | анимационен телевизионен сериал, 14 епизода |
| 1972      |                                         | The New Scooby-Doo Movies               | Пъгсли Адамс          | анимационен телевизионен сериал, 1 епизод |
| 1972      |                                         | The Paul Lynde Show                     | Маги                  | телевизионен сериал, 1 епизод |
| 1972      |                                         | Circle of Fear                          | Джуди                 | телевизионен сериал, 1 епизод |
| 1973      |                                         | Bob & Carol & Ted & Alice               | Елизабет Хендерсън    | телевизионен сериал, 2 епизода |
| 1973      |                                         | Rookie of the Year                      | Шарън Ли              | телевизионен филм, част от „ABC Afterschool Specials“                                                                                                 |
| 1973      |                                         | Alexander, Alexander                    | Сю                    | телевизионен филм, част от „ABC Afterschool Specials“                                                                                                 |
| 1973      |                                         | Partridge Family                        | Джули                 | телевизионен сериал, 1 епизод |
| 1973      | Том Сойер                               | Tom Sawyer                              | Беки Тачър            | |
| 1973      | Кунг-фу                                 | Kung Fu                                 | Алетия Пагриша Инграм | телевизионен сериал, 1 епизод |
| 1973      | Малкият индианец                        | One Little Indian                       | Марта                 | |
| 1973      | Семейство Адамс                         | The Addams Family                       | Пъгсли (глас)         | анимационен телевизионен сериал |
| 1973      |                                         | The New Perry Mason                     | Хилди Хайнс           | телевизионен сериал, 1 епизод |
| 1973      |                                         | Love Story                              | Ели Мадисън           | телевизионен сериал, 1 епизод |
| 1974      | Алис не живее вече тук                  | Alice Doesn't Live Here Anymore         | Одри                  | |
| 1974      |                                         | Smile, Jenny, You're Dead               | Либърти Коул          | телевизионен филм |
| 1974      |                                         | Paper Moon                              | Ади Прей              | телевизионен сериал, 13 епизода |
| 1975      |                                         | The Secret Life of T.K. Dearing         | T.K. Dearing          | телевизионен филм, част от „ABC Afterschool Specials“                                                                                                 |
| 1975      |                                         | Medical Center                          | Айви                  | телевизионен сериал, 1 епизод |
| 1976      | Шофьор на такси                         | Taxi Driver                             | Айрис                 | - Награда на БАФТА за най-добър дебют (също за Бъгси Малоун). - Награда на БАФТА за най-добра актриса в поддържаща роля (също за Бъгси Малоун).       |
| 1976      |                                         | Echoes of a Summer                      | Диърдри               | |
| 1976      | Бъгси Малоун                            | Bugsy Malone                            | Талула                | - Награда на БАФТА за най-добър дебют (също за Шофьор на такси). - Награда на БАФТА за най-добра актриса в поддържаща роля (също за Шофьор на такси). |
| 1976      | Момичето, което живее в края на улицата | The Little Girl Who Lives Down the Lane | Рин                   | |
| 1976      | Шантав петък                            | Freaky Friday                           | Анабел                | - номинация – Златен глобус за най-добра актриса в мюзикъл или комедия.                                                                               |
| 1977      |                                         | Moi, fleur bleue                        | Изабел Тристан        | |
| 1977      |                                         | Casotto                                 | Тересина Федели       | |
| 1977      |                                         | Candleshoe                              | Кейси Браун           | |
| 1980      |                                         | Foxes                                   | Джийни                | |
| 1980      |                                         | Carny                                   | Дона                  | |
| 1982      |                                         | O'Hara's Wife                           | Барбара О'Хара        | |
| 1983      |                                         | Svengali                                | Зоуи Александър       | телевизионен филм |
| 1984      | Хотел Ню Хампшър                        | The Hotel New Hampshire                 | Франи Бери            | |
| 1984      |                                         | Le sang des autres                      | Хелен Бертран         | |
| 1986      | Писмото ми до Джордж                    | Mesmerized                              | Виктория Томпсън      | |
| 1987      |                                         | Five Corners                            | Линда                 | |
| 1987      | Сиеста                                  | Siesta                                  | Нанси                 | |
| 1988      |                                         | Stealing Home                           | Кейти Чандлър         | |
| 1988      | Обвинената                              | The Accused                             | Сара Тобаяс           | - Оскар за най-добра женска роля. - Златен глобус за най-добра актриса в драматичен филм (поделен с Сигорни Уийвър и Шърли Маклейн).                  |
| 1990      |                                         | Catchfire                               | Ан Бентън             | |
| 1991      | Мълчанието на агнетата                  | The Silence of the Lambs                | Кларис Старлинг       | - Оскар за най-добра женска роля. - Награда на БАФТА за най-добра актриса в главна роля. - Златен глобус за най-добра актриса в драматичен филм.      |
| 1991      |                                         | Little Man Tate                         | Деде Тейт             | |
| 1991      | Сенки и мъгла                           | Shadows and Fog                         | проститутка           | |
| 1993      | Съмърсби                                | Sommersby                               | Лорел Съмърсби        | |
| 1994      | Маверик                                 | Maverick                                | Анабел Брансфорд      | |
| 1994      | Нел                                     | Nell                                    | Нел Келти             | - номинация – Оскар за най-добра женска роля. - номинация – Златен глобус за най-добра актриса в драматичен филм.                                     |
| 1996      | Фрейзър                                 | Frasier                                 | Марлин                | телевизионен сериал, 1 епизод |
| 1997      | Досиетата Х                             | The X-Files                             | Бети (глас)           | телевизионен сериал, 1 епизод |
| 1997      | Контакт                                 | Contact                                 | доктор Елинор Ароуей  | - номинация – Златен глобус за най-добра актриса в драматичен филм.                                                                                   |
| 1999      | Анна и кралят                           | Anna and the King                       | Анна Лионоуенс        | |
| 2002      | Училищни игри                           | The Dangerous Lives of Altar Boys       | Асумпта               | |
| 2002      | Паник стая                              | Panic Room                              | Мег Олтман            | |
| 2004      | Най-дългият годеж                       | Un long dimanche de fiançailles         | Елоди Горд            | |
| 2005      | Летателен план                          | Flightplan                              | Кила Прат             | |
| 2006      | Човек отвътре                           | Inside Man                              | Маделин Уайт          | |
| 2007      | Другата в мен                           | The Brave One                           | Ерика Бейн            | - номинация – Златен глобус за най-добра актриса в драматичен филм.                                                                                   |
| 2008      | Островът на Ним                         | Nim's Island                            | Александра Ровър      | |
| 2009      | Семейство Симпсън                       | The Simpsons                            | Маги Симпсън (глас)   | анимационен телевизионен сериал, 1 епизод |
| 2011      | Бобърът                                 | The Beaver                              | Меридит Блек          | |
| 2011      | Касапница                               | Carnage                                 | Пенелопе Лонгстрийт   | - номинация – Златен глобус за най-добра актриса в мюзикъл или комедия.                                                                               |
| 2013      | Елизиум                                 | Elysium                                 | министър Делакор      | |
| 2023      | Наяд                                    | Nyad                                    | Бони Стол             | |
| 2024      | Истински детектив                       | True Detective                          | Лиз Данвърс           | |